# Phao câu (món ăn)

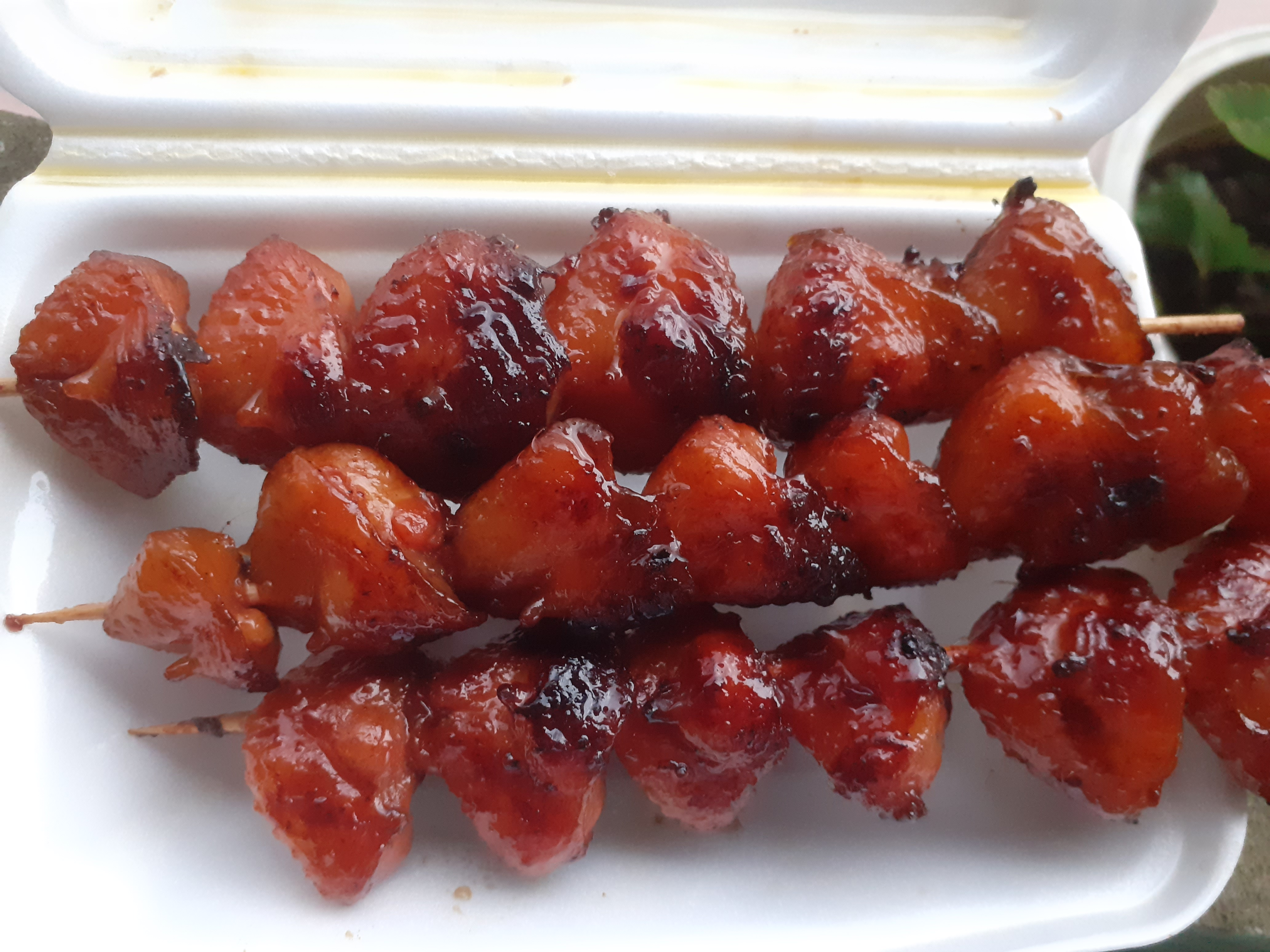
Phao câu gà quay

Phao câu là bộ phận dưới cùng của các loài gia cầm và chim, nằm ở phần cuống đuôi hậu môn. Trên phao câu có phần nhú lên với một nốt nhỏ bằng hạt đậu, những con gà, vịt thường dùng mỏ quẹt để lấy chất dầu béo làm cho bộ lông vừa bóng mượt, vừa bảo vệ cơ thể không bị thấm nước khi gặp sương, mưa. Ngoài ra loài gà thường dùng mỏ để lấy dịch chất béo để trau chuốt cho bộ lông của chúng.
Phao câu là bộ phận béo nhất trên cơ thể con vật, vì thế nên nó được rất nhiều người ưa chuộng. Việt Nam còn có câu "Nhất phao câu, nhì đầu cánh" để chỉ sự cuốn hút của món ăn. Tại Brunei, đây được xem là loại thực phẩm được người dân yêu thích nhất. Người Hoa cũng có thói quen ăn phao câu gà, và nó cũng là một trong những món ăn thường thấy ở Đài Loan. Chúng thường được bán tại siêu thị, quán nhậu, tiệm chế biến món ăn hoặc các gian hàng thịt nướng.

## Chế biến

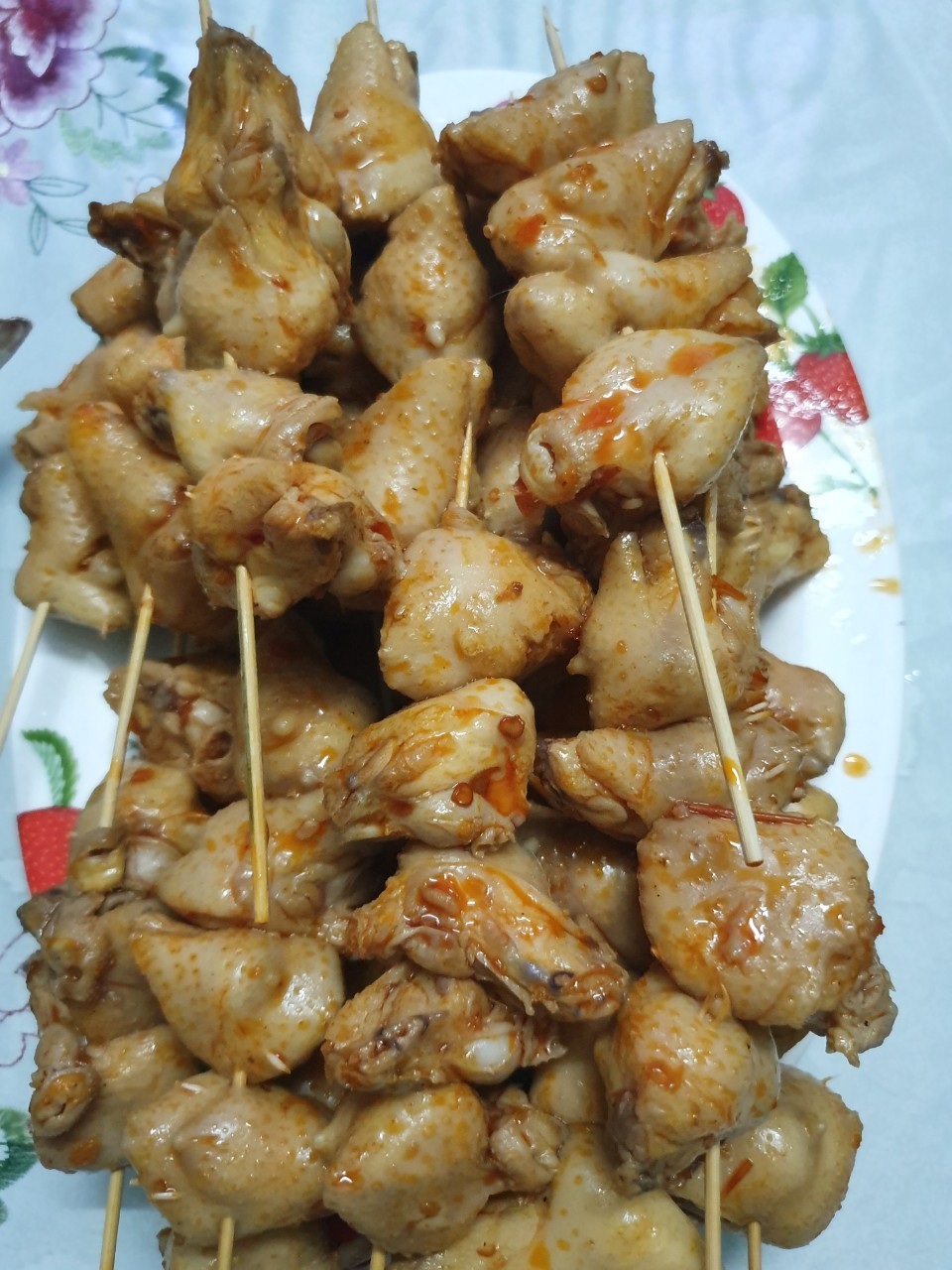
Phao câu gà ướp

Tùy theo sở thích mà người ta có thể chế biến phao câu theo nhiều cách, nhưng nướng theo kiểu xiên que là phổ biến nhất. Trước khi nấu, người chế biến sẽ loại bỏ túi dầu để tránh cắn trúng nó khi thưởng thức. Đôi lúc, phao câu cũng có thể được ướp gia vị hoặc ngâm nước sốt. Tùy theo kích thước con vật mà kích cỡ bộ phận này cũng thay đổi theo, trong đó lớn nhất là phao câu vịt, ngan, ngỗng.

## Sức khỏe
Theo Đông Y, ăn phao câu sẽ giảm nhức đầu, tăng cường dương khí, điều hòa kinh nguyệt. Nhiều người còn quan niệm ăn món này sẽ giúp tóc đen, mượt và da đẹp hơn, cũng như tăng kích thước vòng 3. Chúng chứa một lượng nhỏ vitamin E nên có thể giúp da, tóc đẹp hơn, nhưng không đáng kể. Các chuyên gia khuyến cáo rằng phao câu không giúp ích được gì cho sức khỏe, ngược lại còn là bộ phận cần bỏ đi nhất trên cơ thể gia cầm, vì quá béo và rất bẩn. Chúng được xem là cái túi đựng vi khuẩn trên cơ thể con vật. Dù được chế biến kỹ đến đâu, thì vẫn không loại bỏ hết lượng vi khuẩn ở hậu môn, bộ phận nằm liền kề phao vẫn. Trẻ em không được ăn loại đồ ăn này vì tính độc hại của chúng, còn đối với người lớn thì nên hạn chế tiêu thụ bộ phận này. Do quá béo và chứa nhiều cholesterol, nên phao câu rất có hại cho người mắc bệnh tim mạch và rối loạn mỡ máu. Ngoài ra còn có nhiều người tin rằng ăn phao câu gà có thể khiến nồng độ estrogen cao vì các hormone thường tập trung vào phần đuôi gà. Thỉnh thoảng, trên bộ phận này còn xuất hiện cả khối u, cũng như chứa một số chất gây ung thư. Tính đến thời điểm hiện tại, vẫn chưa ghi nhận trường hợp nào mắc ung thư do ăn phao câu. Fion Chow, một chuyên gia dinh dưỡng thuộc Quỹ Ung thư Hồng Kông cho biết: "Không có nghiên cứu nào có thể chỉ ra mối liên hệ giữa phao câu với bệnh ung thư".
Một nghiên cứu gần đây do Nutrition And Dietary Studies Of America (Viện Nghiên cứu về dinh dưỡng và chế độ ăn uống Hoa Kỳ) công bố đã chỉ ra rằng phao câu là một nguồn dinh dưỡng. Chúng không chỉ là nguồn cung cấp protein dồi dào mà còn là nơi chứa hàm lượng sắt và calci cao. Một cái ức gà trung bình cung cấp 8% sắt và 2% calci. Tuy nhiên, phao câu lại chứa gần 11% sắt và 8% calci.

## Tiêu thụ
Phao câu gà tây được xuất khẩu đến các thị trường quốc tế ở những nơi như Micronesia, Samoa và Ghana. Chúng thường được xuất khẩu từ Mỹ vì bị coi là không lành mạnh và người ta hay cắt chúng khỏi gà tây. Sau Thế chiến II, những chiếc phao câu nhập khẩu giá rẻ đã trở nên phổ biến ở Samoa. Đến năm 2007, trung bình mỗi năm người Samoan tiêu thụ hơn 44 pound (khoảng 20 kg) thứ đồ ăn này - dù chưa đầy một thế kỷ trước, cư dân Samoa vẫn không hề biết gì về loại thực phẩm này. Bởi vì bộ phận được cắt có hàm lượng chất béo rất cao, nên phao câu gà tây đã bị cấm nhập khẩu từ năm 2007 đến 2013 để chống lại căn bệnh béo phì, và chỉ được phép tiêu thụ trở lại khi Samoa gia nhập Tổ chức Thương mại Thế giới. Mặt khác, món này còn được sử dụng làm thức ăn cho vật nuôi.

### Việt Nam
Phao câu là món ăn rất được ưa chuộng tại quốc gia này vì độ ngọt và béo ngậy. Thậm chí, người Việt còn có câu "Nhất phao câu, nhì đầu cánh" để chỉ món này. Chúng có thể được tìm thấy ở các hàng quán, siêu thị, tiệm chế biến món ăn hoặc các gian hàng thịt nướng. Người ta có thể chế biến bộ phận này theo nhiều cách khác nhau; tại Thành phố Hồ Chí Minh, phao câu gà thường hay được đem đi nướng muối ớt.

### Mỹ
Tại Mỹ, phao câu là một món ăn gây tranh cãi trong giới ẩm thực. Một số đầu bếp cho rằng tốt nhất nên loại bỏ phần này trước khi nướng gà nguyên con, vì nó sẽ gây ra vị đắng. Thậm chí, còn có người cắt nó đi mà không ý thức được sự tồn tại của phao câu. Ngoài ra, những người khác thì nói rằng đây là một món ngon, không thể bỏ qua.
Tại các cửa hàng ở Mỹ, gà tây thường bị loại bỏ phần phao câu. Một số người trong ngành gợi ý rằng đây có thể là quyết định kinh doanh của họ.

### Nhật Bản
Phao câu gà có thể được sử dụng cho món thịt nướng xâu yakitori. Trong khi một số người muốn loại bỏ phao câu, thì hầu hết những người sành yakitori đều thích giữ lại bộ phận này trong khi nướng. Món ăn này ngon miệng nhất khi thưởng thức trong lúc còn nóng.

## Hình ảnh

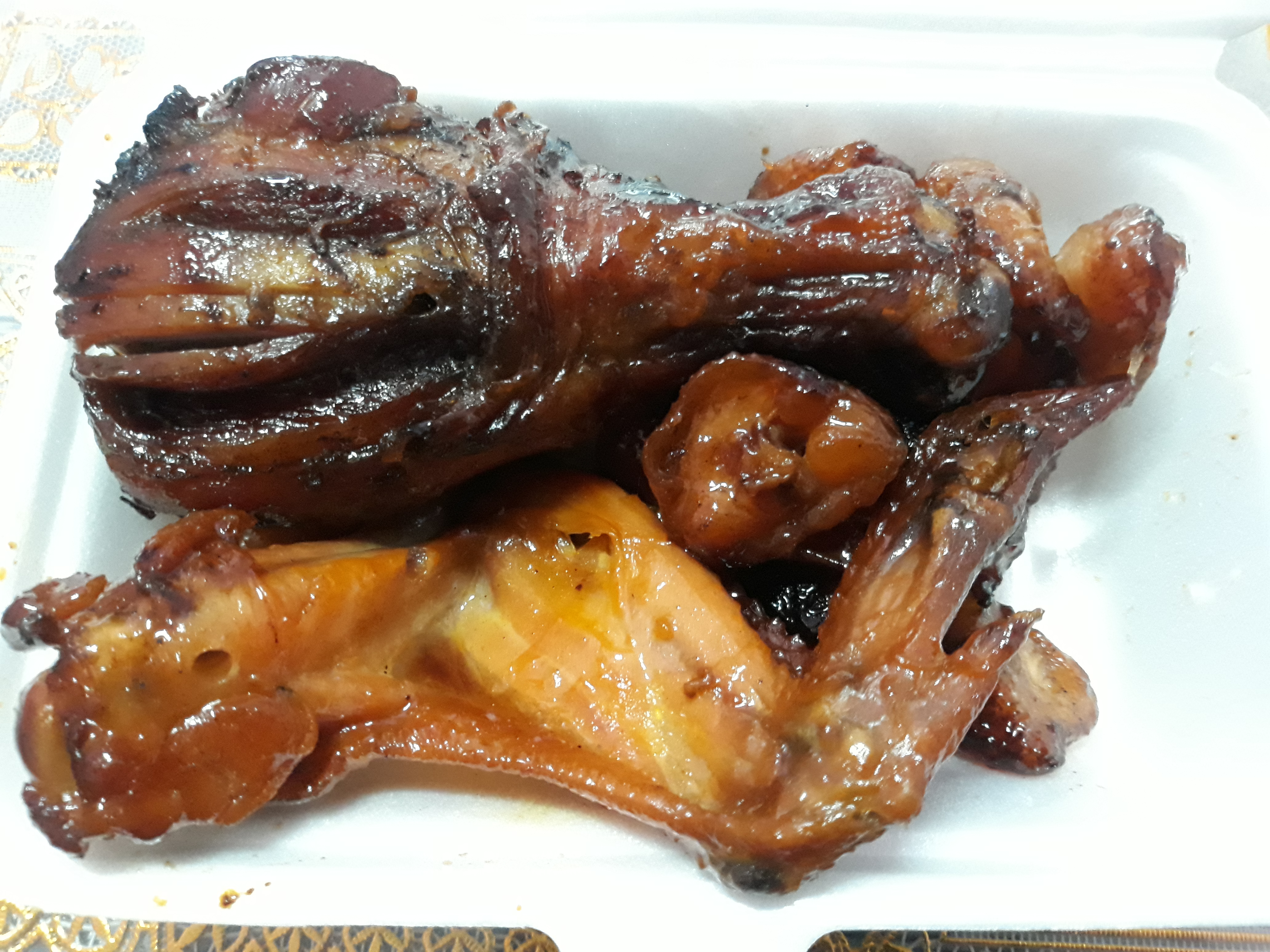
Đùi, cánh và phao câu gà
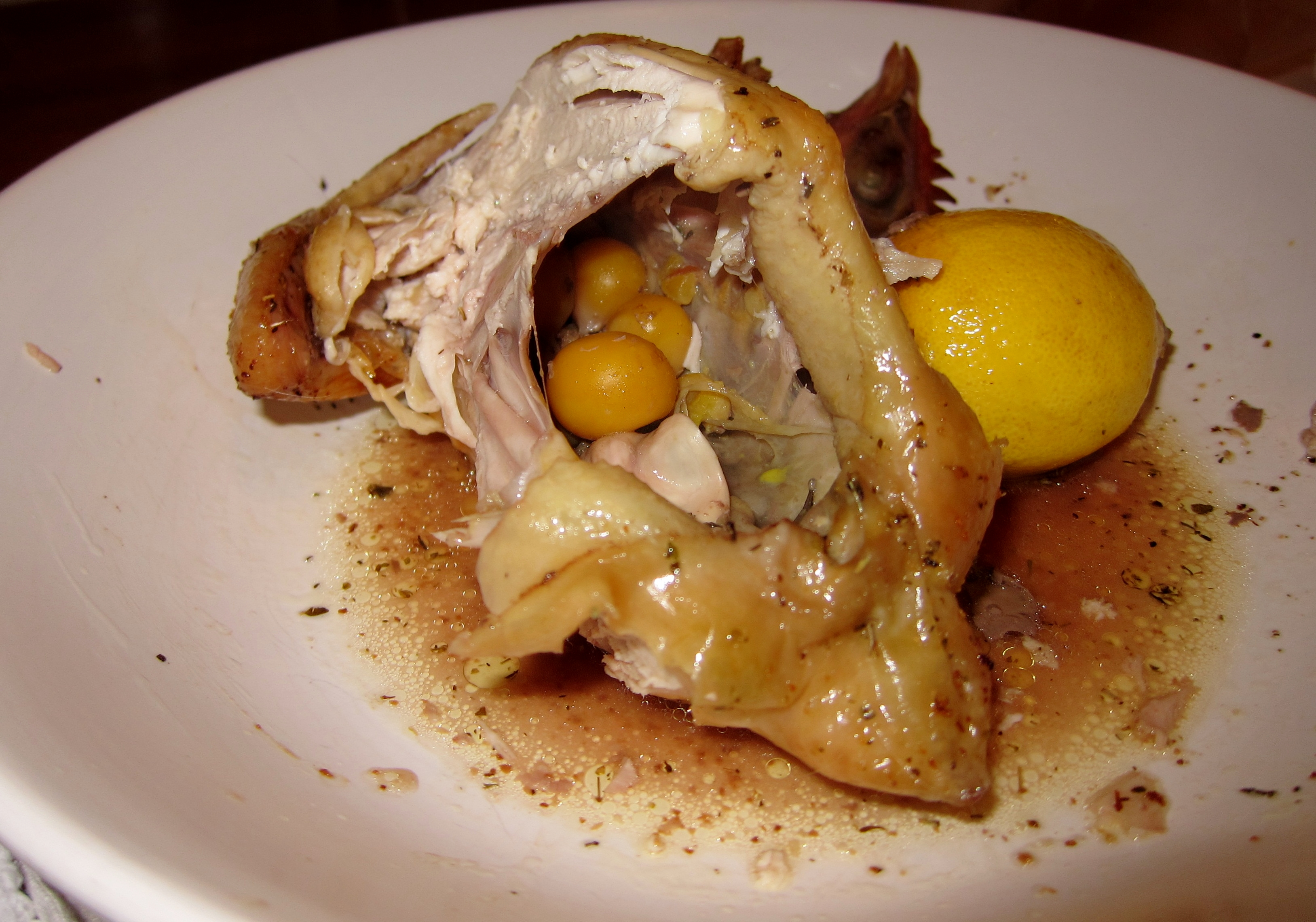
Phao câu gà với lòng đỏ trứng
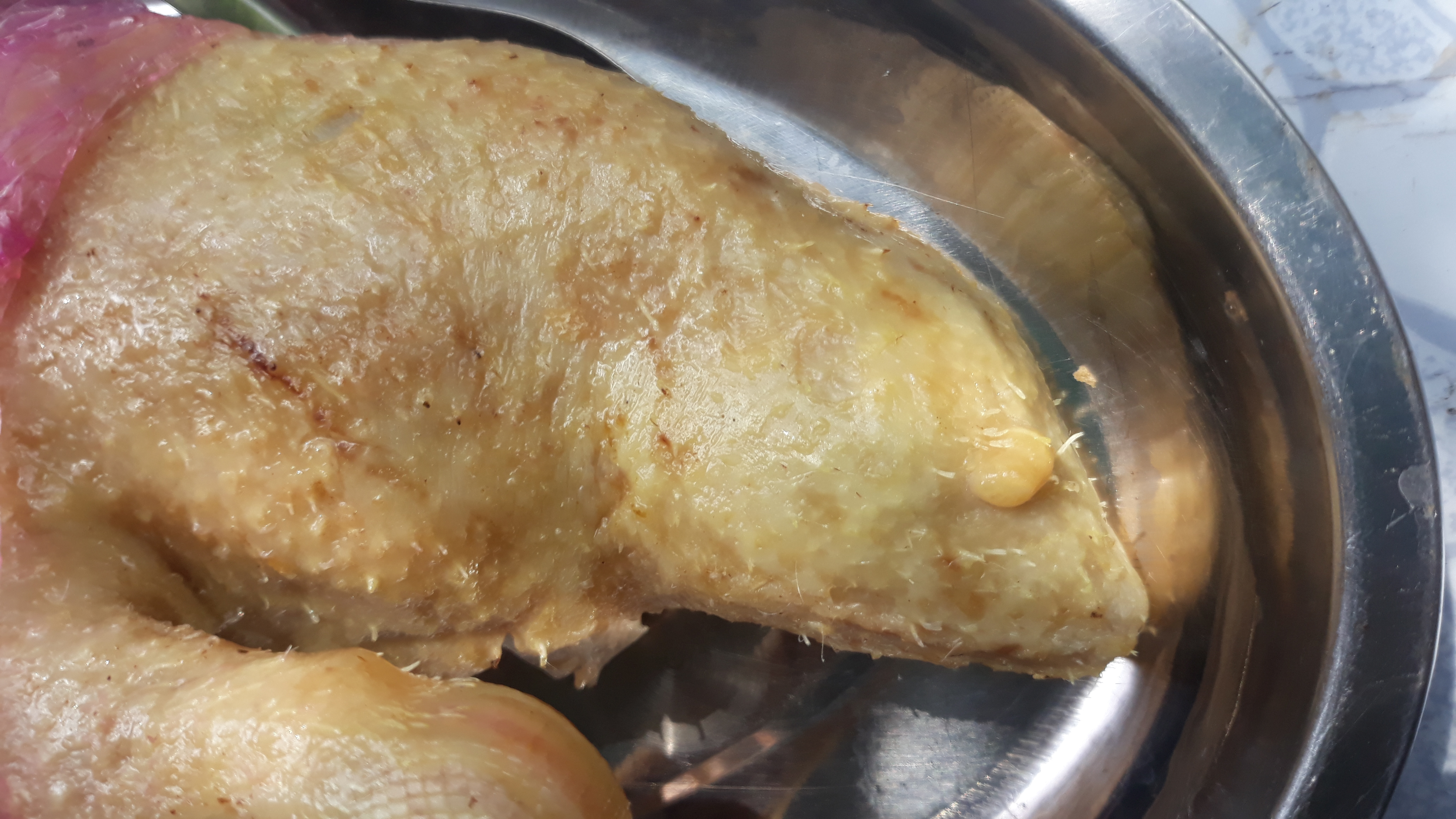
Phao câu vịt, gần cuối có nốt nhú hình hạt đậu
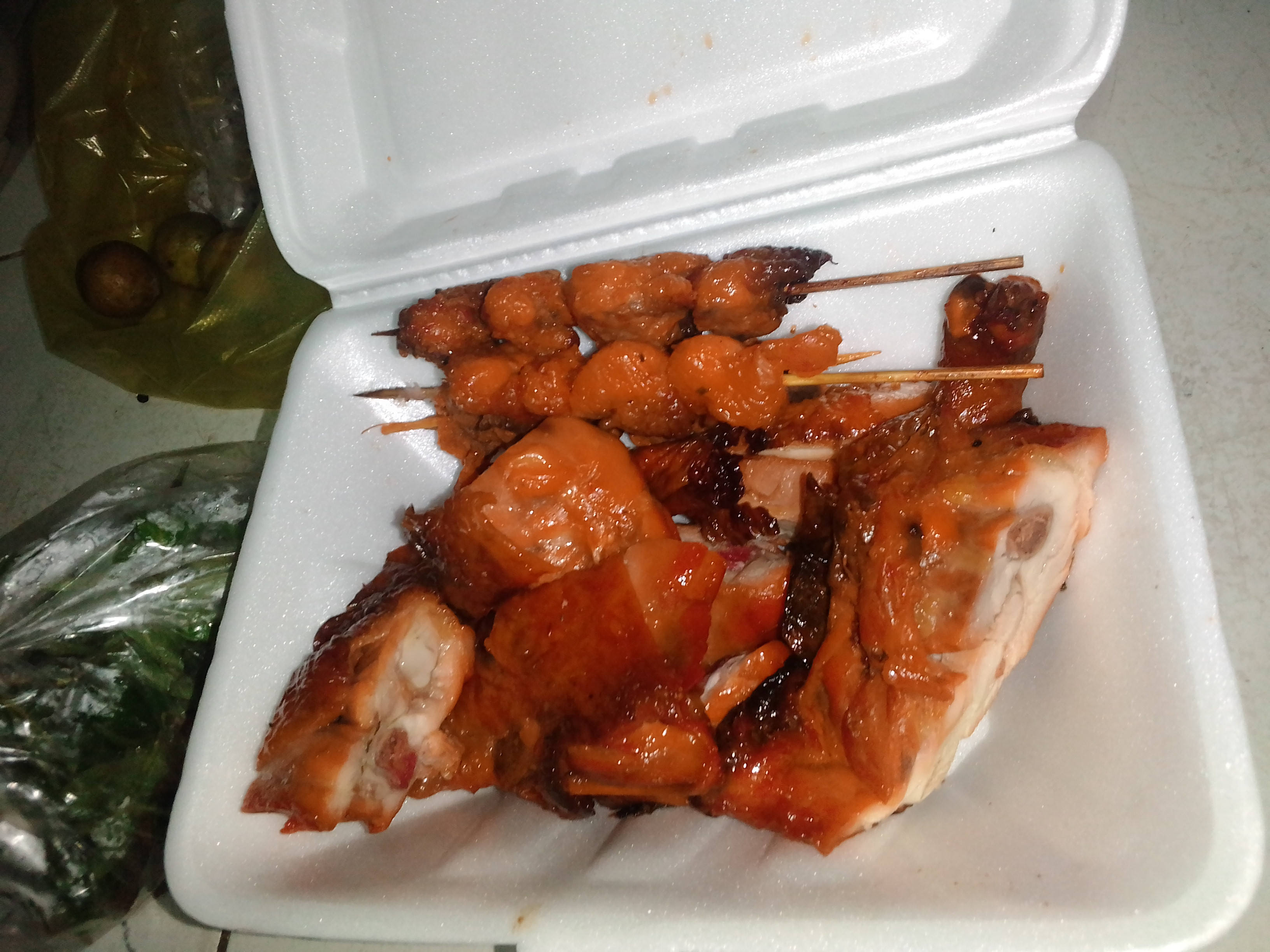
Xâu phao câu (nằm ở phía trên)